# Stadtbibliothek Lichtenberg
Die Stadtbibliothek Lichtenberg ist Teil des öffentlichen Berliner Bibliothekssystems. Sie befindet sich in Trägerschaft des Bezirksamtes Lichtenberg (Abteilung Personal, Finanzen, Immobilien und Kultur). Die Bibliothek wies im Jahr 2022 einen Bestand von 268.935 Medieneinheiten auf, die von 351.566 Besuchern etwa 1,44 Millionen Mal entliehen wurden. Darüber hinaus organisierte die Bibliothek im gleichen Jahr über 1650 Veranstaltungen, Führungen und Ausstellungen. Die vier kommunalen Filialen tragen die Namen von Schriftstellern und eines antifaschistischen Widerstandskämpfers.

## Einrichtungen und Organisation
Derzeit befinden sich vier verschiedene Einrichtungen im Bezirk verteilt. Bezirkszentralbibliothek ist die Anna-Seghers-Bibliothek im Ortsteil Neu-Hohenschönhausen. Die Anton-Saefkow-Bibliothek erhielt im Jahr 2011 die Auszeichnung Bibliothek des Jahres, vergeben vom Deutschen Bibliotheksverband und der Zeit-Stiftung Ebelin und Gerd Bucerius. Dieser einzige nationale Bibliothekspreis würdigt „herausragende und beispielgebende Bibliotheksarbeit“. Die Egon-Erwin-Kisch-Bibliothek wurde im November 2021 als erste Berliner Bibliothek mit dem Alpha-Siegel ausgezeichnet, einer Anerkennung für Organisationen, die sich in besonderem Maße für die Zugänglichkeit für Menschen mit Lese- und Schreibschwierigkeiten engagieren. Im Juli 2022 erhielten auch die drei anderen Lichtenberger Bibliotheken diese Auszeichnung.
| Name                        | Adresse                              | Ortsteil             | Bestand (Medien gesamt) weitere Informationen | Namensgeber      | Bild |
| --------------------------- | ------------------------------------ | -------------------- | --- | ---------------- | ---- |
| Bezirkszentralbibliothek    |                                      |                      | |                  |      |
| Anna-Seghers-Bibliothek     | Prerower Platz 2, 13051 Berlin       | Neu-Hohenschönhausen | 100.000 (ca. Febr. 2024) | Anna Seghers     |      |
| Stadtteilbibliotheken       |                                      |                      | |                  |      |
| Anton-Saefkow-Bibliothek    | Anton-Saefkow-Platz 14, 10369 Berlin | Fennpfuhl            | (umfangreich) Besonderheit: eine Bibliothek der Dinge | Anton Saefkow    |      |
| Egon-Erwin-Kisch-Bibliothek | Frankfurter Allee 149, 10365 Berlin  | Lichtenberg          | (umfangreich) Die E.E.Kisch-Bibliothek gehörte als erste dem alpha-Bündnis Lichtenberg an | Egon Erwin Kisch |      |
| Bodo-Uhse-Bibliothek        | Erich-Kurz-Straße 9, 10319 Berlin    | Friedrichsfelde      | (umfangreich und vielfältig) In dieser Bibliothek eröffnete im Sommer 2024 ein Repair-Café, in dem Interessenten ihre defekten Geräte oder Kleidungsstücke mit Unterstützung Freiwilliger reparieren können. Das Café lädt im zweiwöchigen Abstand jeweils dienstags zwischen 14 und 18 Uhr zum Besuch ein. | Bodo Uhse        |      |

Die Bezirksbibliothek ist Teil des Verbundes Öffentlicher Bibliotheken Berlins (VÖBB) und an den bundesweiten Fernleihverkehr angeschlossen. Damit bestehen Zugriffsmöglichkeiten auf über 2,7 Millionen Medien-Titel. Zwischen 2011 und 2015 installierte der Senat das System RFID, das eine Selbstausleihmöglichkeit durch die Nutzer bietet. Damit konnten einfache Vorgänge durch das Bibliothekspersonal automatisiert werden, sodass nun mehr Beratung und Betreuung möglich ist.
Darüber hinaus gibt es im Bezirk zwei Hochschulbibliotheken, die nicht dem Bezirksamt unterstehen:
- Hochschule für Technik und Wirtschaft (HTW): Zentralbibliothek Campus Treskowallee (Treskowallee 8 in Berlin-Karlshorst)
- Hochschule für Wirtschaft und Recht (HWR): Bibliothek am Campus Lichtenberg (Alt-Friedrichsfelde 60 in Berlin-Friedrichsfelde), sie verfügt nach eigenen Angaben über mehr als 115.000 konventionelle, elektronische und audiovisuelle Medieneinheiten

## Medien
Die Bezirksbibliothek weist einen Medienbestand vor allem von Monographien, Zeitschriften und elektronischen Medien wie Compact Discs, DVDs, Blu-ray Discs, E-Book-Readern und Gesellschaftsspielen auf.
Darüber hinaus organisiert jede Bibliothek Lesungen, Vorträge, Diskussionsabende, Konzerte, Ausstellungen, Filmabende und weiteres. In den Lichtenberger Einrichtungen fanden 2640 entsprechende Veranstaltungen im Jahr 2019 statt.
Jede Filiale besitzt Leseräume vor Ort, leiht die Bücher aber überwiegend an Privatpersonen zum Mitnehmen aus. Diese müssen sich im Bibliotheksverbund einen Mitgliedsausweis besorgen und können damit kostenlos alle Materialien ausleihen. Für Nutzer unter 18 Jahren ist der Bibliotheksausweis seit 2018 kostenlos.

## Kooperationspartner
Zur Unterstützung der Arbeit der Bibliotheken im Bezirk gründete sich der Förderkreis der Lichtenberger Bibliotheken e. V., der seinen Sitz in der Anton-Saefkow-Bibliothek hat. Zusätzlich finden intensive Kooperationen mit ortsansässigen Bürgervereinen, der Volkshochschule und den Wohnungsgesellschaften bzw. Genossenschaften statt.
In enger Zusammenarbeit mit der Volkshochschule Lichtenberg wurden auch die Teilnehmer an Integrations-, Alphabetisierungs- und Orientierungskursen mit den Angeboten der Bibliothek vertraut gemacht.
Gemeinsam mit dem ADFC und seinem Projekt fLotte Berlin bieten die vier Bibliotheken seit 2018 Lastenfahrräder zur kostenlosen Ausleihe
an.

## Geschichte

### 1926 bis 1945

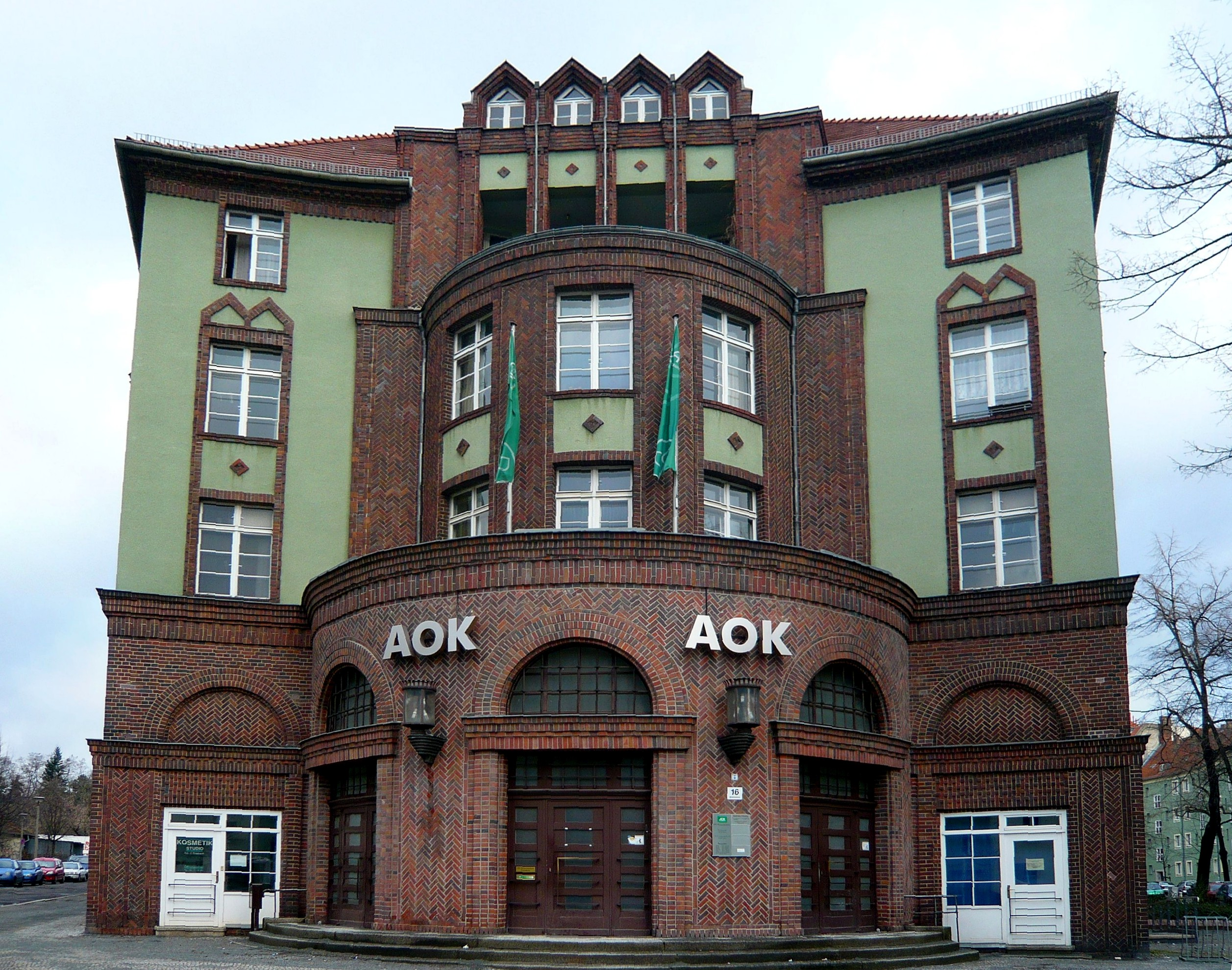
In diesem denkmalgeschützten Gebäude, 1928 für die Allgemeine Ortskrankenkasse Berlin-Lichtenberg errichtet, befand sich seit den 1940er Jahren neben der Sozialversicherungsanstalt für den Bezirk Lichtenberg die Bezirksbibliothek.

Am 7. September 1926 hatte die Berliner Stadtverordnetenversammlung beschlossen, die Zuständigkeit für die Volksbüchereien im Groß-Berliner Stadtgebiet auf die mit der Großgemeinde entstandenen Bezirksämter zu übertragen. Üblicherweise waren die Volksbibliotheken im Rathaus oder in einem nahe gelegenen Gebäude untergebracht.
Im Jahr 1943 befand sich die Hauptstelle der Lichtenberger Volksbücherei in der Deutschmeisterstraße 4. Sie hatte Zweigstellen in:
- Biesdorf, Alt-Biesdorf 58
- Kaulsdorf-Nord, Adolfstraße 25/26
- Kaulsdorf-Süd, Ulmenstraße 79–85
- Lichtenberg, Atzpodienstraße 45
- Lichtenberg, Möllendorffstraße 5b (Musik- und Fachbücherei)
- Mahlsdorf, Walderseestraße 41–44, jetzt: An der Schule
- Marzahn, Dorfaue, jetzt: Alt-Marzahn (Schule)

### 1945 bis 1990
Infolge der massiven Zerstörungen von Gebäuden zum Ende des Zweiten Weltkriegs gingen auch Bibliotheksbestände verloren. Das Lese- und Lernbedürfnis der Einwohner blieb jedoch ungebrochen, sodass die Nachfrage nach Ausleihmöglichkeiten von Büchern ab 1945 wieder stark anstieg. Gleich zu Beginn wurde nationalsozialistische Literatur aus den Bibliotheksbeständen ausgesondert. Die neu gebildeten Bezirksämter richteten mit geretteten Büchern und Zeitschriften, auch mit Hilfe von Sach- und Geldspenden, neue Volksbüchereien ein.
Im Jahr 1957 gab es im damaligen Stadtbezirk Lichtenberg (zu dem bis zum Jahr 1979 auch die Ortsteile Biesdorf, Hellersdorf, Kaulsdorf, Mahlsdorf und Marzahn gehörten, dafür kamen im Jahr 2001 Malchow, Hohenschönhausen, Wartenberg und Falkenberg hinzu) folgende zehn Filialen:
- Jugendbücherei A. S. Makarenko, Türrschmidtstraße 33
- Kinder- und Musikbücherei, Deutschmeisterstraße 4 (vor 1945: Hausnummernkomplex 16–24)
- Volksbücherei Biesdorf, Köpenicker Straße 1
- Volksbücherei Friedrichsfelde, Alt-Friedrichsfelde 45
- Volksbücherei Karlshorst, Ehrlichstraße 1
- Volksbücherei Kaulsdorf, Georgstraße 11
- Volksbücherei Lichtenberg, Deutschmeisterstraße 4 (ehemals: 16–24)
- Volksbücherei Lichtenberg, Skandinavische Straße 23
- Volksbücherei Mahlsdorf, Hönower Straße 76
- Volksbücherei Marzahn, Alt-Marzahn 51 (Schule)

Anfang der 1970er Jahre unterhielt der Bezirk Lichtenberg die folgenden Bücherausleihstellen, die nun nicht mehr Volksbüchereien, sondern Allgemeine Öffentliche Bibliotheken hießen:
- Stadtbezirksbibliothek Lichtenberg, Deutschmeisterstraße 4, alle übrigen oben genannten Einrichtungen samt der Musikbibliothek waren nun Zweigstellen geworden.

Die Bibliothek in der Straße Alt-Friedrichsfelde war umgezogen in die Volkradstraße 30 (Passage) im neu errichteten Hans-Loch-Viertel, spezielle Kinderbüchereien waren hinzugekommen:
- Biesdorf, Oberfeldstraße 210
- Friedrichsfelde, Volkradstraße 30
- Karlshorst, Hermann-Duncker-Straße 112
- Rummelsburg, Kaskelstraße 42
- Rummelsburg, Weitlingstraße 28

Mitte der 1980er Jahre finden sich die folgenden Bibliotheken im Stadtbezirk Lichtenberg, nachdem 1979 die Ortsteile Biesdorf, Hellersdorf, Kaulsdorf, Mahlsdorf und Marzahn ausgegliedert worden waren und die Strukturen sich verändert hatten:
- Stadtbezirksbibliothek am Anton-Saefkow-Platz, zugleich Informations- und Konsultationsstelle
- Zentrale „Einarbeitung“ in der Deutschmeisterstraße 4
- Egon-Erwin-Kisch-Bibliothek, Frankfurter Allee 149
- Zweigstellen für Erwachsene:
  - Skandinavische Straße 23
  - Ehrlichstraße 1
- Zweigstellen für Erwachsene und Kinder:
  - Erich-Kurz-Straße 9
  - Volkradstraße 30 (Passage)
  - Werner-Lamberz-Straße 51
  - Ho-Chi-Minh-Straße 1
- Zweigstelle für Kinder in der Hermann-Duncker-Straße 112

### Seit 1990
Nach der deutschen Wiedervereinigung wurde das kommunale Bibliothekswesen nach den bundesdeutschen Vorschriften organisiert, die Anzahl der Filialen wurde vor allem aus Kostengründen schrittweise eingeschränkt. So entstanden die heutigen vier Bibliotheken mit ihrem umfangreichen Angebot.